# حصب (المخادر)

تعديل مصدري - تعديل

حصب هي إحدى قرى عزلة بني سرحة بمديرية المخادر التابعة لمحافظة إب، بلغ تعداد سكانها 432 نسمة حسب تعداد اليمن لعام 2004.